# Xiumin
Kim Min-sok (korejsky 김민석, * 26. března 1990), lépe známý jako Xiumin (korejsky 시우민), je jihokorejský zpěvák a herec. V roce 2012 debutoval jako člen jihokorejsko-čínské chlapecké skupiny EXO, svého času její čínské podskupiny EXO-M a v roce 2016 další podskupiny EXO-CBX.

## Umělecké jméno
Jméno Xiumin je kombinací znaků hanča 秀 (skvělý) a 珉 (je jeho originální korejské jméno Min).

## Mládí
Xiumin se narodil 26. března 1990 v Kuri v provincii Kjonggi v Jižní Koreji. Studoval na Catholic Kwandong University. Učil se bojová umění a má černý pás v Kendó a Taekwondu. Je také známý jako velký fanoušek fotbalu.
V roce 2008 se zúčastnil konkurzu u společnosti JYP, ale byl odmítnut. Ve stejném roce se zúčastnil soutěže společnosti SM Entertainment Everysing Contest, kde získal druhé místo. Později se stal tzv. trainee právě u této společnosti.

## Kariéra

### 2012–15: Debut
Xiumin byl odhalen jako sedmý člen jihokorejsko-čínské skupiny EXO v lednu 2012. Skupina pak debutovala 8. dubna 2012. V roce 2013 se objevil po boku Kim Yoo-jung ve videoklipu "Gone" od jihokorejské zpěvačky Jin, nyní členka hudební skupiny Lovelyz.

### 2015–2021: herectví a EXO-CBX
V lednu 2015 Xiumin debutoval v hudebním divadle, kde si zahrál postavu Aquila v SM Entertainment muzikálu School OZ společně s Changminem, Keyem, Lunou, Suhem a Seulgi. V říjnu 2015 si zahrál po boku herečky Kim So-eun hlavní roli v seriálu Falling for Challenge. K seriálu vydal i svoji první sólovou píseň „You Are the One". Seriál slavil úspěch, již po 17 dnech dosáhl 20 miliónů zhlédnutí a stal se tak nejsledovanějším webovým dramatem toho roku.
V únoru 2016 se podílel na skladbě „Call You Bae" zpěvačky Jimin ze skupiny AOA a objevil se také ve videoklipu k této skladbě. V červenci debutoval na velkém plátně po boku herce Ju Seung-hoa ve filmu Seondal: The Man Who Sells the River. V srpnu 2016 spolupracoval s Chenem a Baekhyunem na soundtrackové skladbě „For You" k seriálu Moon Lovers: Scarlet Heart Ryeo. V říjnu byl oznámen vznik nové podskupiny skupiny EXO - EXO-CBX. 31. října skupina vydala debutové EP Hey Mama!.
V červenci 2017 spolupracoval s Markem z NCT v rámci projektu Station na singlu „Young & Free". V srpnu se zúčastnil reality show It's Dangerous Beyond The Blankets.

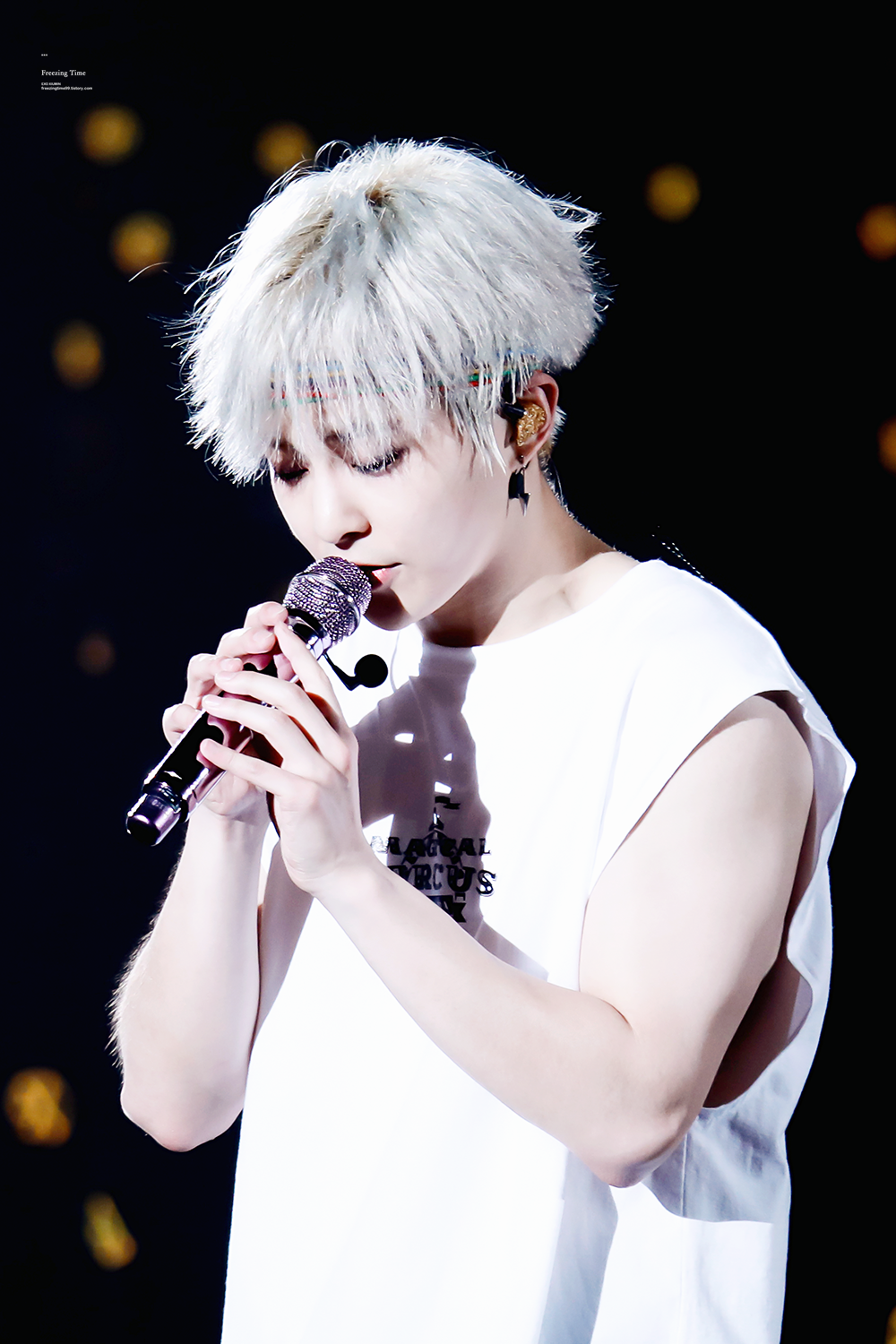
Xiumin na koncertu EXO-CBX v Jokohamě, květen 2018

Xiumin nastoupil 7. května 2019 k výkonu základní vojenské služby. Ještě před narukováním se stihl zúčastnit koncertu EXO-CBX Magical Circus - Special Edition v Japonsku a 4. května v korejské Jamsil Aréně uskutečnil svůj první sólo koncert s názvem Xiuweet Time. 9. května vydal singl „You". V srpnu 2019 bylo oznámeno, že Xiumin bude hrát v armádním muzikálu Return: The Promise of That Day spolu s Onew ze skupiny SHINee a Jun Či-sungem z bývalé skupiny Wanna One. V listopadu 2020 si vzal poslední vojenskou dovolenou a díky pandemii spojené s covidem-19 se ke svému vojenskému útvaru již nevracel a 6. prosince byl oficiálně propuštěn z armády.

### 2022–současnost: solo debut, ukončení smlouvy
26. září 2022 vydal své debutové EP Brand New se stejnojmennou hlavní skladbou.

9. dubna 2023 vyšla píseň „Who?", na které spolupracoval se zpěvačkou Eunha. 1. června 2023 bylo oznámeno, že Xiumin a jeho kolegové z EXO - Baekhyun a Chen podali žádost o ukončení smlouvy s SM Entertainement a zároveň na společnost podali žalobu z důvodu opožděných plateb výdělků a nespravedlivé tyranie plynoucí nucení podpisu dlouhodobých smluv. SM naproti tomu vydalo prohlášení, kde tvrdí, že do rozhodnutí umělců zasáhla konkurenční společnost, která jejich umělcům učinila nabídky na uzavření exkluzivních smluv. 19. června Xiumin a jeho kolegové vydali prohlášení, že obě strany vyřešily své neshody, a proto se všichni tři rozhodli zůstat v agentuře.